# Канильо
Канильо е една от 7-те общини на Андора. Населението ѝ е 4663 жители (2005 г.), а има площ от 110 кв. км. Намира се в североизточната част на страната. Най-големият град в общината носи същото име. Надморската височина е 1526 м. Общината има лифтена връзка с основен ски курорт.